# Борковиці (Бжезький повіт)
Борковиці (пол. Borkowice, нім. Borkwitz) — село в Польщі, у гміні Левін-Бжеський Бжезького повіту Опольського воєводства.
Населення — 522 особи (2011).
У 1975-1998 роках село належало до Опольського воєводства.

## Демографія
Демографічна структура станом на 31 березня 2011 року:
|          | Загалом | Допрацездатний вік | Працездатний вік | Постпрацездатний вік |
| -------- | ------- | ------------------ | ---------------- | -------------------- |
| Чоловіки | 257     | 51                 | 190              | 16                   |
| Жінки    | 265     | 57                 | 162              | 46                   |
| Разом    | 522     | 108                | 352              | 62                   |